# Falciot d'Assam
El falciot d'Assam (Apus acuticauda) és una espècie d'ocell de la família dels apòdids (Apodidae) que viu en camp obert, cria en penyasegats als Himàlaies de l'est de l'Índia. Se l'ha citat a Nepal, Tailàndia i les illes Andaman.